# NGC 1762
NGC 1762 је спирална галаксија у сазвежђу Орион која се налази на NGC листи објеката дубоког неба.
Деклинација објекта је + 1° 34' 24" а ректасцензија 5h 3m 37,0s. Привидна величина (магнитуда) објекта NGC 1762 износи 12,7 а фотографска магнитуда 13,4. NGC 1762 је још познат и под ознакама UGC 3238, MCG 0-13-67, CGCG 394-73, IRAS 05010+0130, PGC 16654.